# Zelenkoa onusta

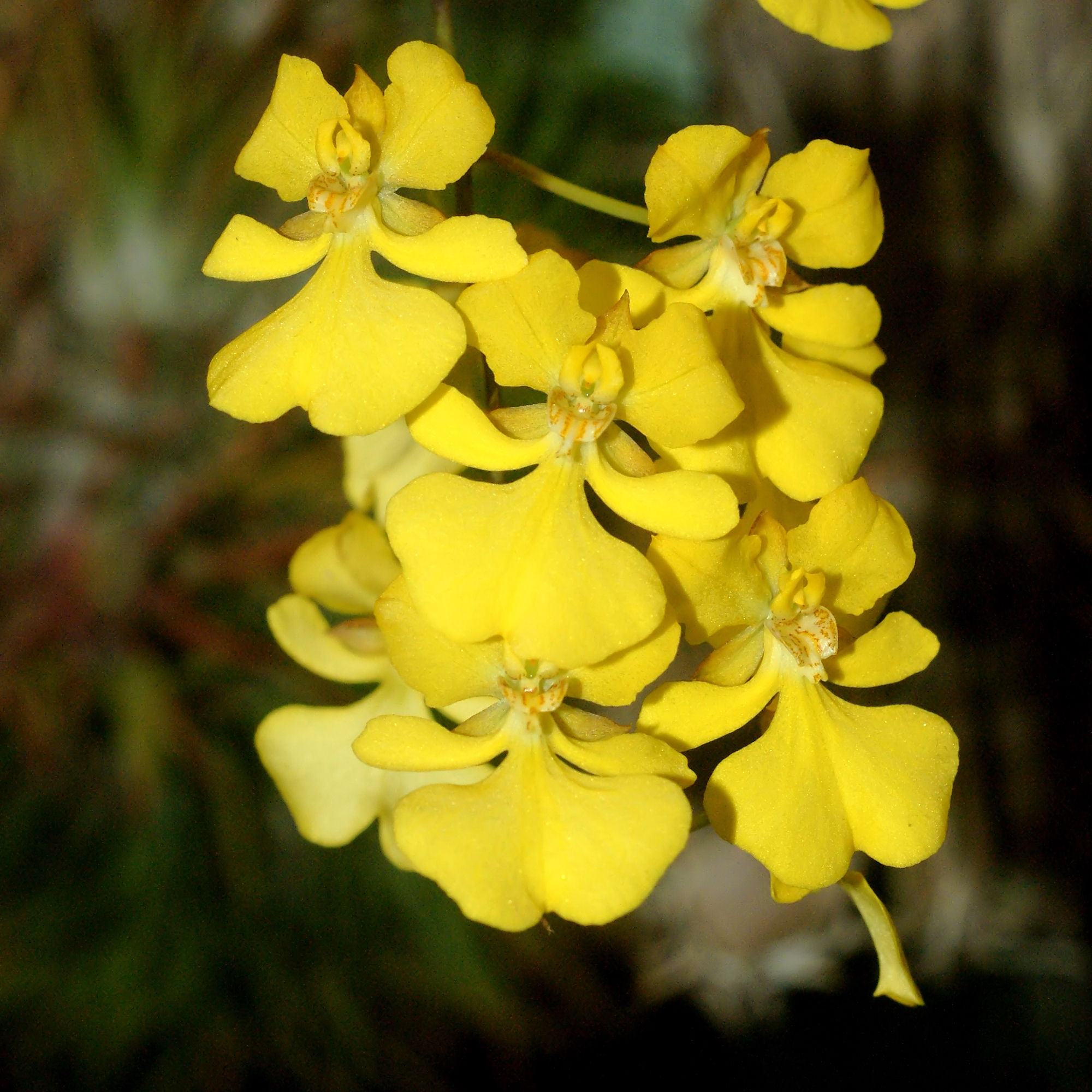
Flores

Zelenkoa es un género monotípico de orquídeas epifitas.  Su única especie: Zelenkoa onusta (Lindl.) M.W.Chase & N.H.Williams, es originaria de Panamá a Perú, distribuyéndose, además, por Colombia y Ecuador. 

## Descripción
Es una orquídea de pequeño tamaño con un pseudobulbos  cónico-ovoides, longitudinales y ranurados, espaciados muy próximos en el rizoma y de color gris verde con manchas moradas. Tienen una sola hoja apical erecta, muy coriácea. La inflorescencia es racemosa y bastante laxa, con pocas a muchas flores duraderas, estas no son fragantes y aparecen en el verano y el otoño. 

## Distribución y hábitat
Esta especie se encuentra en Panamá, Colombia, Ecuador y Perú como una epífita de pequeño tamaño. Se localiza en  zonas que tienen un largo invierno seco y se encuentra en alturas de 25 a 1200 metros. 

## Taxonomía
Zelenkoa onusta fue descrita por (Lindl.) M.W.Chase & N.H.Williams y publicado en Lindleyana 16(2): 139. 2001.
Sinonimia
- Oncidium onustum Lindl., Gen. Sp. Orchid. Pl.: 203 (1833).
- Oncidium holochrysum Rchb.f., Hamburger Garten- Blumenzeitung 18: 33 (1962).[2]